# Volkssturm
Volkssturm (»Bliskoviti ljudje«, »Ljudski napad«, »Ljudska« ali »Državna milica«) je bila nacionalna milica, ki jo je v zadnjih mesecih druge svetovne vojne ustanovila nacistična Nemčija. Ni je ustanovila nemška vojska, kopenska komponenta združenih nemških oboroženih sil Wehrmachta, temveč nacistična stranka po ukazu Adolfa Hitlerja 25. septembra 1944. Sestavljena je bila iz moških, starih od 16 do 60 let, ki še niso služili v kakšni vojaški enoti. Volkssturm je bil eden od zadnjih elementov totalne vojne, ki jo je razglasil minister za propagando Joseph Goebbels, del nacističnih prizadevanj, da bi s silo volje premagali vojaško moč sovražnikov. Enote Volkssturma so se ob koncu vojne neuspešno in brezplodno borile proti zavezniškim silam, njihovi pripadniki pa so večkrat sodelovali v grozodejstvih, ki so jih spremljali nemški civilisti in hitlerjeva mladina, nadzorovali pa so jih pripadniki SS ali vodje Gau.

## Izvor in organizacija
Volkssturm se je zgledoval po starem pruskem Landsturmu iz let 1813-1815, ki se je boril v osvobodilni vojni proti Napoleonu, predvsem kot partizanska enota. Načrte za oblikovanje nacionalne milice Landsturm v vzhodni Nemčiji kot zadnje možnosti za povečanje bojne moči je leta 1944 prvič predlagal načelnik generalštaba general Heinz Guderian. Vojska ni imela dovolj ljudi, da bi se uprla sovjetskemu napadu. Tako so v službo vpoklicali dodatne kategorije moških, vključno s tistimi, ki niso opravljali nujnih del, tistimi, ki so bili prej ocenjeni kot nesposobni, prestari ali premladi, in tistimi, ki so si opomogli po poškodbah.
Volkssturm je na papirju obstajal že okoli leta 1925, vendar je skupina zaživela šele, ko je Hitler ukazal Martinu Bormannu, naj za to milico rekrutira šest milijonov moških. Čeprav je režim 25. septembra formalno ustanovil Volkssturm, je bil javnosti predstavljen šele 16. oktobra 1944. Kljub pozivu k temu zadnjemu prizadevanju ni bilo nikoli doseženih načrtovanih šest milijonov članov.

### Navedbe
1. 1 2  Stargardt 2015, str. 456.
2. ↑  Kershaw 2001, str. ;713–714.
3. ↑  Herzstein 1986, str. 246.
4. ↑  Guderian 2001, str. 362.
5. ↑  Moorhouse 2012, str. 351.
6. ↑  Burleigh 2000, str. 786.
7. ↑  Read 2005, str. 855.